# 安东尼奥·马尔齐亚利
安东尼奥·马尔齐亚利（義大利語：Antonio Marziali，1961年12月30日—），意大利男子高山滑雪运动员。他曾代表意大利参加1988年冬季残疾人奥林匹克运动会高山滑雪比赛，获得男子滑降B2级铜牌。